# Illicium dunnianum
Illicium dunnianum är en tvåhjärtbladig växtart som beskrevs av William James Tutcher. Illicium dunnianum ingår i släktet Illicium och familjen Schisandraceae. Utöver nominatformen finns också underarten I. d. latifolium.